# Chris Brochu
Chris Brochu (Washington, 25 giugno 1989) è un attore e cantautore statunitense.
Ha raggiunto la notorietà recitando nella serie The Vampire Diaries nel ruolo di Luke Parker.

## Biografia
Brouchu recitò nel film Disney per la televisione Lemonade Mouth nel ruolo del cantante leader della band Mudslide Crush.
È anche il leader della band Fall Into Faith

### VIta privata
È il fratello maggiore di Doug Brochu.

## Filmografia

### Cinema
- Pose Down, regia di Erika Yeomans (2008)
- Solar Flare, regia di Fred Olen Ray (2008)
- Soul Surfer, regia di Sean McNamara (2011)
- Adrift, regia di Kate Zabinsky – cortometraggio (2012)
- I'll Remember, regia di Alex Lin – cortometraggio (2014)
- Stranded, regia di Daniel Petrie Jr. (2014)
- 1944 - La battaglia di Cassino (Peace), regia di Robert David Port (2019)
- Zero Contact, regia di Rick Dugdale (2021)

### Televisione
- Unfabulous – serie TV, un episodio (2007)
- Zoey 101 – serie TV, un episodio (2007)
- Hannah Montana – serie TV, un episodio (2007)
- The Mentalist – serie TV, un episodio (2009)
- Melissa & Joey – serie TV, 2 episodi (2011)
- Lemonade Mouth, regia di Patricia Riggen – film TV (2011)
- Truth Be Told, regia di Jonathan Frakes – film TV (2011)
- Awake – serie TV, un episodio (2012)
- NCIS: Los Angeles – serie TV, un episodio (2012)
- The Vampire Diaries – serie TV, 14 episodi (2014-2015)
- High School Possession, regia di Peter Sullivan – film TV (2014)
- Shameless – serie TV, 2 episodi (2016)
- The Magicians – serie TV, un episodio (2019)

## Doppiatori italiani
Nelle versioni in italiano delle opere in cui ha recitato, Chris Brochu è stato doppiato da:
- Alessio Puccio in CSI: NY, Lemonade Mouth
- Alessio Nissolino in Major Crimes, Station 19
- Stefano De Filippis in The Mentalist
- Alex Polidori in Soul Sourfer
- Flavio Aquilone in NCIS: Los Angeles
- Daniele Giuliani in The Vampire Diaries
- Omar Vitelli in Zero Contact